# Alberto Vera Aréjula
Alberto Vera Aréjula OdeM (Aguilar del Río Alhama, Comarca de Cervera, Espanha, 8 de abril de 1957) é um religioso espanhol e bispo católico romano de Nacala.
Alberto Vera Aréjula ingressou no Seminário Mercedário de Reus e fez sua primeira profissão em 1975. A profissão perpétua ocorreu em 19 de março de 1981 no Convento El Puig, em Valência. Em 14 de maio de 1981 recebeu o Sacramento da Ordem.
O Papa Francisco o nomeou Bispo Titular de Nova Bárbara e Bispo Auxiliar de Xai-Xai em 30 de março de 2015. O Bispo de Xai-Xai, Lucio Andrice Muandula, sagrou-o bispo a 2 de Maio do mesmo ano. Co-consagradores foram o Arcebispo de Maputo, Francisco Chimoio OFMCap, e o Bispo de Nacala, Germano Grachane CM.
Em 25 de abril de 2018, o Papa o nomeou Bispo de Nacala.